# SK8 the Infinity
SK8 the Infinity (яп. SK∞ エスケーエイト эсу кэ: эйто) — оригинальный аниме-сериал о скейтбординге, созданный студией Bones. Премьерный показ начался 10 января 2021 года. На его основе были созданы и выпущены две манги.

## Сюжет
На Окинаве после полуночи проводят закрытый турнир без правил, более известный как «S», где молодые люди соревнуются друг с другом на скейтбордах по извилистой дороге на заброшенной шахте. Старшеклассник Рэки, заядлый скейтер, однажды берёт с собой на «S» своего нового одноклассника Лангу, недавно переведённого из Канады, и в итоге затягивает того в мир скейтбординга.

## Персонажи
Рэки Кян (яп. 喜屋武 暦 Кян Рэки)
Сэйю: Тасуку Хатанака
Веселый и энергичный второклассник старшей школы, который любит скейтбординг и увлекается гонками «S». Подрабатывает механиком в местном скейт-магазине. Рэки быстро становится лучшим другом Ланги и знакомит его со скейтбордингом и «S».
Ланга Хасэгава (яп. 馳河 ランガ Хасэгава Ранга) / Сноу
Сэйю: Тиаки Кобаяси
Наполовину японец, наполовину канадец. Вместе с матерью переехал на Окинаву после смерти отца и стал одноклассником Рэки. С двух лет занимается сноубордингом, и поэтому ему приходится переносить свои навыки в скейтбординг.
Мия Тинэн (яп. 知念 実也 Тинэн Мия)
Сэйю: Такума Нагацука
Дерзкий и талантливый первоклассник средней школы. Хочет стать представителем сборной Японии на Олимпийских играх. Обожает кошек и видеоигры.
Хироми Хига (яп. 比嘉 広海 Хига Хироми) / Шэдоу
Сэйю: Кэнта Миякэ
Скейтер «S». Носит плащ и грим в стиле хэви-метал. Не стесняется использовать грязную тактику ради победы во время гонок. За пределами «S» является робким и добрым флористом.
Каору Сакураясики (яп. 桜屋敷 薫 Сакураясики Каору) / Черри Блоссом
Сэйю: Хикару Мидорикава
Знаменитый каллиграф. С помощью Карлы, искусственного интеллекта-помощника, расчётлив и точен в гонках.
Кодзиро Нандзё (яп. 南城 虎次郎 Нандзё Кодзиро) / Джо
Сэйю: Ясунори Мацумото
Владелец и шеф-повар итальянского ресторана. У него весёлый и страстный характер, он любит кадрить девушек. Мускулист, стиль езды силовой.
Айносукэ Синдо (яп. 神道 愛之介 Синдо Айносукэ) / Адам (яп. 愛抱夢 Адаму)
Сэйю: Такэхито Коясу
Основатель «S» и самый легендарный скейтер Окинавы. Его настоящая личность до сих пор остаётся загадкой для скейтеров (в титрах к эпизодам у него единственного псевдоним указывается перед именем). Под сверкающей маской он скрывает лицо популярного молодого политика.
Тадаси Кикути (яп. 菊池 忠 Кикути Тадаси) / Снейк
Сэйю: Кэнсё Оно
Секретарь Айносукэ. Именно он в детстве научил его кататься на скейтборде.

## Медиа

### Аниме
13 сентября 2020 года стало известно, что Хироко Уцуми и студия Bones работают над проектом аниме-сериала. Дальнейшие подробности были раскрыты на следующей недели. 20 сентября 2020 года сериал был официально анонсирован. Уцуми была назначена режиссером, а Итиро Окоути — сценаристом. Митинори Тиба ответственен за дизайн персонажей и анимацию сериала, а Рё Такахаси — за музыку. Премьера сериала состоялась 10 января 2021 года на телеканалах ABC и TV Asahi в блоке ANiMAZiNG!!!. Начальная музыкальная тема — «Paradise» в исполнении Rude-α, а завершающая — «Infinity» от Юри (優里).

### Манга
11 января 2021 года на веб-сайте Young Ace Up издательства Kadokawa Shoten начал выходить комедийный манга спин-офф Sk8 Chill Out!, нарисованный Ториясу. Издание продолжалось до 20 сентября, главы были собраны в один танкобон. Манга-адаптация сериала Кадзуто Кодзимы публикуется на BookLive! e-book store с 5 марта 2021 года.

## Критика
Превью аниме получило в основном положительные отзывы. Критики особо отметили наличие стиля и высокое качество графики во всём: от проработанного дизайна персонажей и анимации скейтбордистких трюков с удачным использованием CG до внимания к мелким деталям, таким как использование драматического освещения и подробная прорисовка задников. Аниме во многом напоминает одну из предыдущих работ режиссёра — Free!, и отличается тем же стилем, свойственным Хироко Уцуми. И хотя сюжет, особенно отдельные персонажи в нём, может быть нелогичен и даже глуп, но сериал подходит к этому с отлично вписанным в повествование юмором.